# Combat de Bouar
Conflit centrafricain
Batailles
- Bouca
- Gaga
- Bouar
- Massacre de Bouar
- Incendie de Camp Bangui
- 1er Massacre de Boali
- 2e Bangui
- Bossangoa
- Opération Sangaris
- Bozoum
- Massacre de Bohong
- Massacre de Bossembélé‎
- Massacre de Bossemptélé
- Massacre de Baoro
- 2e Massacre de Boali
- 1er Grimari
- 2e Grimari
- Boguila
- Batangafo

Le combat de Bouar se déroule pendant la guerre civile de Centrafrique.

## Déroulement
Le 26 octobre 2013, la ville de Bouar est attaquée par des insurgés Anti-Balaka. Selon la FOMAC, la plupart de ces combattants, regroupés en milice d'autodéfense, sont constitués de paysans, épaulés par une centaine d'anciens membres des Forces armées centrafricaines. Cependant, selon le porte-parole de la présidence, les assaillants étaient « coordonnés, organisés et lourdement armés ». Cette opinion n'est pas celle d'un des hauts responsables de la FOMAC, qui affirme que :« les assaillants ne sont ni bien organisés, ni bien armés. Ils n'obéissent pas aux ordres de François Bozizé. »Le combat se termine dans la soirée, selon RFI cinq militaires et quatre insurgés sont tués. La FOMAC évoque six tués chez les assaillants. Cependant, deux anciens miliciens de la Seleka massacrent 18 civils lors du massacre de Bouar.
Mais, les agences onusiennes ont quitté Bouar après les attaques et 5 000 civils, fuyant les combats, trouvent refuge à l'évêché. La situation humanitaire se dégrade très rapidement, les religieux manquent de moyens pour nourrir et loger les réfugiés. Des femmes accouchent sans aide, des enfants sont touchés par le paludisme et des blessés sont laissés sans soin. Dans les jours qui suivent, l'ONU dépêche une mission d’évaluation de la situation. Certains habitants rentrent progressivement chez eux. À la date du 4 novembre, 3 000 personnes sont encore présentes à l'évêché. Le 5, des kits médicaux d’urgence pour 10 000 personnes sont donnés à l'hôpital préfectoral de la ville, en coopération avec l'ONG Merlin,,.